# 斯氏擬雀鯛
斯氏擬雀鯛，為鱸形目鱸亞目擬雀鯛科的其中一種，為熱帶海水魚，分布於西印度洋紅海海域，深度2-60公尺，本魚體延長，體色為藍黑色，頭部具有兩條亮藍色縱向條紋，一條從吻部延伸至鰓蓋；一條在眼上方延伸至背鰭基部前緣，背鰭、尾鰭及臀鰭邊緣亦鑲亮藍色邊，體長可達5.5公分，棲息在潟湖及藻礁，通常單獨出現，屬肉食性，具有地域性，可做為觀賞魚。

## 擴展閱讀
維基物種上的相關：斯氏擬雀鯛